# ديفيد ر. كرايغ
ديفيد ر. كرايغ (بالإنجليزية: David R. Craig)‏ هو سياسي أمريكي، ولد في 12 يونيو 1949 في هافر دي غريس في الولايات المتحدة. حزبياً، نشط في الحزب الجمهوري. وقد انتخب عضو مجلس النواب لولاية ماريلند.

## وصلات خارجية
- الموقع الرسمي